# Broadcom BCM2727
Медиа процессор высокой чёткости с архитектурой ARM11 (частота 680 МГц) с графическим ядром производимый c 2010 года для смартфонов и улучшенных медиапроигрывателей компанией Broadcom; позволяет записывать видео в основных форматах — H.263, MPEG 4/2/1 и VC-1, звук — MP3, AAC, AMR, WMA, RealAudio, FLAC, Ogg Vorbis и MIDI и воспроизводить трехмерную графику (OpenGL ES 2.0).
В частности используется:
- в смартфонах Nokia N8, Nokia E7,
- в видеокамерах (до 12 Мегапикселей),
- игровых приставках,
- портативных игровых системах,
- портативных медиапроигрывателях.

Является одним из лучших графических ускорителей на рынке по состоянию на 2013 год, способен обрабатывать 35 млн треугольников в секунду. Основан на ядре OpenGL-ES 2.0. Производительность интегрированного процессора обработки изображений достигает 180 мегапикселей в секунду.
Способен записывать видео в формате H.264/MPEG-4 AVC High Profile, что позволяет по сравнению с форматом MPEG-2 вчетверо сократить занимаемое место. При этом, при записи аудио и видеопотока, потребление находится на уровне 450 мВт.
Потребление при воспроизведении музыки находится на уровне менее 10 мВт (примерно 60 часов); при воспроизведении видеопотока в формате HD H.264 Video и аудиопотока в формате AAC — 450 мВт.
BCM2727 доступен для производителей телефонов с 2007 года по цене около $15.

## Награды
- В номинации «Мультимедийный процессор года 2008» Award
- Лучший продукт в номинации «Consumer Electronics IC»
- «Продукт года 2008» по версии журнала Electronic Products' Magazine [4]